# Líbano en los Juegos Paralímpicos de Londres 2012
Líbano estuvo representado en los Juegos Paralímpicos de Londres 2012 por un deportista masculino. El equipo paralímpico libanés no obtuvo ninguna medalla en estos Juegos.